# Кам'яна (Кавказ)
Кам'яна́ — гірська вершина у східній частині Великого Кавказу. Знаходиться на півночі Азербайджану.